# Divergenz (Linguistik)
Unter Divergenz versteht man in der kontrastiven Linguistik die Tendenz zur gegenseitigen Auseinanderentwicklung von Varianten eines sprachlichen Elements. Als Resultat können sich aus diesem Prozess zwei distinktive Elemente derselben Ordnung entwickeln und sich letztlich parallel im selben Sprachsystem etablieren. 
Divergenz kann auf verschiedenen Ebenen des Sprachsystems auftreten: Auf phonologischer beziehungsweise morphologischer Ebene in der Auseinanderentwicklung von Allophonen oder Allomorphen und in deren Etablierung ihrer autonomen Existenz; ebenso im Bereich der Wortbildung und Phraseologisierung. 
In Bezug auf Einzelsprachen können Divergenz-Prozesse zur Sprachspaltung führen, das heißt, dass zwei oder mehrere Varianten einer zunächst (relativ) einheitlichen Sprache „A“ sich zur selbstständigen Sprache „B“ entwickeln. Ein Beispiel dafür ist die Entwicklung der romanischen Sprachen aus dem Vulgärlatein.

## Nachweise
1. ↑  Wolfgang Dahmen / Günter Holtus / Johannes Kramer / Michael Metzeltin / Wolfgang Schweickard / Otto Winkelmann (Hrsg.): Konvergenz und Divergenz in den romanischen Sprachen / Romanistisches Kolloquium VIII. Gunter Narr Verlag Tübingen, 1995 (uni-saarland.de [PDF]).
2. ↑  Georg John Hellig Bakk: Diplomarbeit /  Überlegungen zur französischen Wortbildung. 2014.